# Allières
Allières település Franciaországban, Ariège megyében. Lakosainak száma 75 fő (2022. január 1.). Allières La Bastide-de-Sérou, Durban-sur-Arize és Le Mas-d’Azil községekkel határos.

## Népesség
A település népességének változása:
| Lakosok száma | 55   | 40   | 57   | 66   | 71   | 71   | 71   | 72   | 73   | 75   |
|               | 1968 | 1982 | 1990 | 2006 | 2013 | 2015 | 2017 | 2019 | 2020 | 2022 |